# Męczeństwo świętego Filipa
Męczeństwo świętego Filipa – obraz hiszpańskiego malarza barokowego Jusepe de Ribery. 
Tematem obrazu jest męczeńska śmierć apostoła św. Filipa. Według tradycji wschodniej i relacji Jakuba de Voragine w Złotej legendzie, apostoł po wydarzeniach wielkanocnych, rozpoczął swoją działalność w Azji Mniejszej, gdzie ewangelizował m.in. Frygę. Zginął śmiercią męczeńską w Hierapolis w 80 roku, przywiązany do krzyża w kształcie litery „T”. 

## Proweniencja
Obraz powstał prawdopodobnie w okresie pobytu malarza w hiszpańskim Neapolu, na zamówienie wicekróla Ramira Núñez de Guzmána, księcia Medina de las Torres. Bardzo szybko obraz trafił do kolekcji króla Hiszpanii Filipa IV. Z kolekcji królewskiej, obraz trafił do Muzeum Prado. Przez wiele lat mylnie figurował w katalogu muzeum pod tytułem Męczeństwo świętego Bartłomieja. Nie wiadomo dlaczego popełniono taki błąd. Według tradycji chrześcijańskiej oraz za sprawą Jakuba de Voragine i jego Złotej legendy, Bartłomiej został żywcem obdarty ze skóry. Według innej tradycji wschodniej miał on przed śmiercią być ukrzyżowany i dopiero później zdjęty z krzyża i poddany torturom. Na mylny tytuł mógł wpłynąć widoczny na obrazie nóż zatknięty za pas kata w czerwonej szacie, który rzekomo miał posłużyć do obdzierania ze skóry. Pomyłkę wskazała dopiero w 1953 roku amerykańska uczona Delphine Fitz Derby.
 Data powstania dzieła również nie jest do końca oczywista. W prawym dolnym rogu, na kamieniu, widoczna jest inskrypcja: Jusepe de Ribera Espanol, a dalej data 1630 lub 1639. Ostatnia cyfra jest bardzo słabo widoczna. Historycy sztuki na podstawie porównań i badań dzieł mistrza skłaniają się do tej drugiej daty. 

## Opis obrazu
Obraz przedstawia scenę wciągania świętego na krzyż. Postacie katów, ich wysiłek i cierpienie świętego, zostały ukazane zgodnie z barokowym zwyczajem. Ich dynamizm wzmacnia kompozycja płótna, gdzie najważniejsze są linie ukośne, po przekątnych. Z lewej strony ciało męczennika skierowane jest w tę samą stronę co sylwetki oprawców. Z prawej strony można wydzielić drugą przekątną zaznaczoną sylwetką kata i mężczyzny za nim. Filip przywiązywany jest do wysokiego słupa, którego końca nie obejmują ramy obrazu. Według niektórych historyków sztuki słup symbolizuje potęgę duchową Kościoła sięgającą do Nieba w przeciwieństwie do ściętych kolumn widocznych z prawej strony, symbolizujących pogaństwo. Męczeństwo Filipa zostało przedstawione w sposób bardzo realistyczny, widoczne jest cierpienie męczennika, jego wzrok skierowany jest ku niebu, skąd oczekuje pocieszenia. Wokół brak chórów anielskich, poświaty i aureoli, szczegółów tak charakterystycznych dla dzieł mistrzów włoskich o podobnej tematyce. 
Po prawej stronie ukazana została grupka mężczyzn przyglądających się ukrzyżowaniu. Na ich twarzach nie widać emocji, przyglądają się obojętni a wyraz twarzy jednego z nich podobny do wyrazu kata w czerwonej szacie, nasuwa sugestię autora: „każdy kto widzi i nie sprzeciwia się złu jest jej współwinny”. Po lewej stronie została namalowana grupka zmartwionych chrześcijan. Na pierwszym planie widoczna jest kobieta z dzieckiem, nawiązująca do jednej z trzech cnót boskich – miłości.